# Revolution Pro Wrestling
Revolution Pro Wrestling (RevPro) è una federazione britannica di wrestling fondata nel 2012 da Andy Quildan dopo essersi scissa dalla International Pro Wrestling: United Kingdom (IPW: UK). La RevPro attualmente ha partnership con molte federazioni straniere, fra cui la Ring of Honor, la New Japan Pro-Wrestling e il Consejo Mundial de Lucha Libre.

## Storia
La RevPro nacque nel 2012 dopo che il booker della IPW: UK Andy Quidlan lasciò la compagnia per fondarne una nuova, portandosi dietro i titoli British Heavyweight, Tag Team e Cruiserweight, e portando nella nuova federazione talenti come Big Damo, Prince Devitt e Noam Dar.
La svolta arrivò quando la RevPro firmò una partnership con la New Japan Pro-Wrestling, facendo così apparire regolarmente i wrestler NJPW agli show. Venne poi organizzata la prima edizione della British J Cup, sulla falsariga della Super J Cup organizzata dalla stessa NJPW.
Nuove partnership con la Ring of Honor e la Consejo Mundial de Lucha Libre vennero ufficializzate grazie all'evento War of The Worlds UK dove tutte e quattro le federazioni parteciparono.
Infine in tempi più recenti fu creato il British Women's Championship, e nel 2019 la RevPro acquisì i diritti della Southside Wrestling Entertainment.

## Riconoscimenti

### Titoli
| Titolo                                        | Detentore/i               | Data           | Luogo         | Evento            |
| --------------------------------------------- | ------------------------- | -------------- | ------------- | ----------------- |
| Undisputed British Heavyweight Championship   | Ricky Knight Jr.          | 25 luglio 2025 | Wolverhampton | Summer Sizzler    |
| Undisputed British Women's Championship       | Mercedes Moné             | 5 gennaio 2025 | Tokyo         | Wrestle Dynasty   |
| Undisputed British Tag Team Championship      | Ethan Allen e Luke Jacobs | 16 marzo 2025  | Wolverhampton | Epic Encounter    |
| Undisputed British Cruiserweight Championship | Nino Bryant               | 22 giugno 2025 | Londra        | Revolution Rumble |

### Tornei
| Titolo                   | Detentore/i                                | Data             |
| ------------------------ | ------------------------------------------ | ---------------- |
| British J Cup            | Nino Bryant                                | 14 giugno 2025   |
| Great British Tag League | Greedy Souls (Brendan White e Danny Jones) | 16 dicembre 2023 |
| Revolution Rumble        | Sha Samuels                                | 22 giugno 2025   |

## Eventi
- New Year's Revolution
- Epic Encounter
- Summer Sizzler
- High Stakes
- Uprising
- Fantasticamania UK (con CMLL)
- Royal Quest (con NJPW)
- Global Wars UK

## Personale

### Uomini

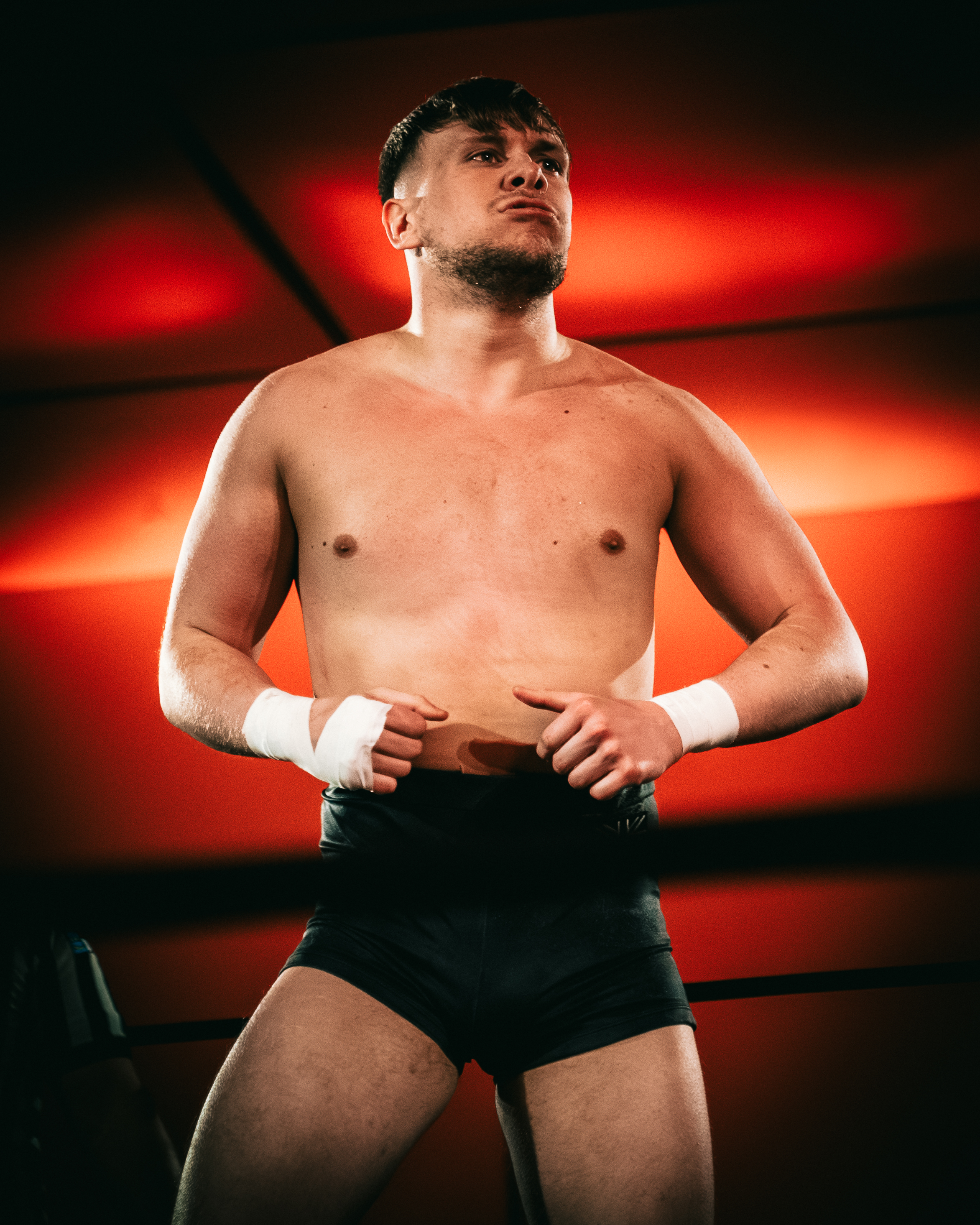
Luke Jacobs, British Tag Team Champion

| Ring Name        | Nome Reale             | Note                                      |
| ---------------- | ---------------------- | ----------------------------------------- |
| Brendan White    | Brendan White          |                                           |
| Cameron Khai     |                        |                                           |
| Charlie Sterling | Charlie Sterling       |                                           |
| Chuck Mambo      | Gareth Snelling        |                                           |
| Connor Mills     |                        |                                           |
| Danny Black      | Daniel Black           |                                           |
| Danny Jones      | Daniel Jones           |                                           |
| David Francisco  |                        |                                           |
| Ethan Allen      |                        | Undisputed British Tag Team Champion      |
| Goldenboy Santos |                        |                                           |
| James Drake      | James Dowell           |                                           |
| Jay Joshua       |                        |                                           |
| Joe Lando        |                        |                                           |
| JJ Gale          |                        |                                           |
| Jordon Breaks    |                        |                                           |
| Joshua James     |                        |                                           |
| Kieran Lacey     |                        |                                           |
| Leon Slater      | Leon Slater            |                                           |
| Luke Jacobs      |                        | Undisputed British Tag Team Champion      |
| Mark Trew        |                        |                                           |
| Maverick Mayhew  |                        |                                           |
| Michael Oku      | Michael Oku            |                                           |
| Nick Riley       |                        |                                           |
| Nino Bryant      |                        | Undisputed British Cruiserweight Champion |
| Ricky Knight Jr. | Ricky Bevis            | Undisputed British Heavyweight Champion   |
| Robbie X         | Robert Bell            |                                           |
| Sha Samuels      | Shaaheen Hosseinpour   |                                           |
| TK Cooper        | Tasman Bartlett-Masina |                                           |
| Will Kaven       |                        |                                           |
| Zack Sabre Jr.   | Lucas Eatwell          |                                           |
| Zack Gibson      | Jack Rea               |                                           |
| Zozaya           |                        |                                           |

### Donne

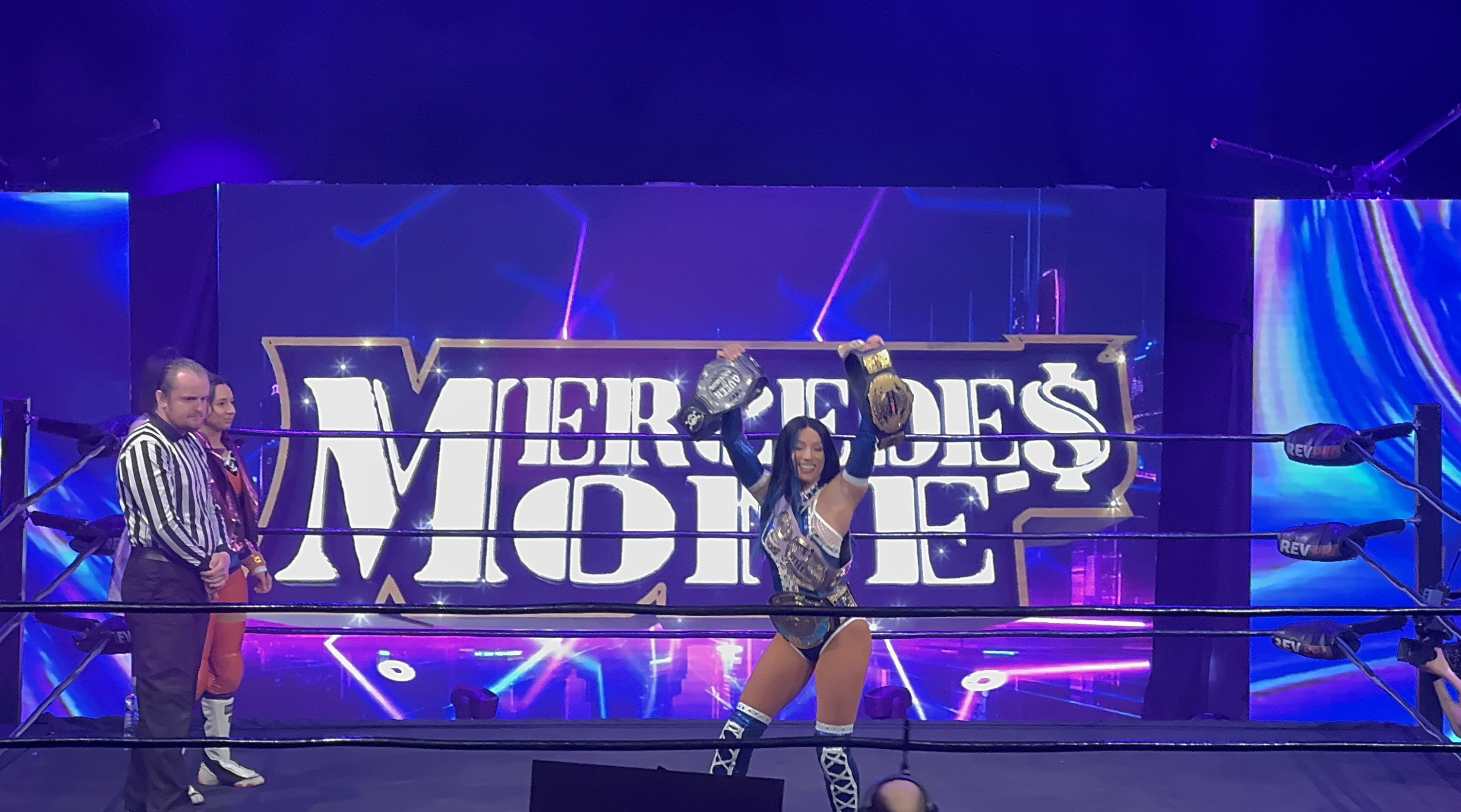
Mercedes Mone, British Women's Champion

| Ring Name      | Nome Reale                | Note                                |
| -------------- | ------------------------- | ----------------------------------- |
| Alexxis Falcon |                           |                                     |
| Chantal Jordan |                           |                                     |
| Dani Luna      | Chloe Smith               |                                     |
| Kanji          | Winona Makanji            |                                     |
| Lizzy Evo      |                           |                                     |
| Mercedez Blaze |                           |                                     |
| Mercedes Moné  | Mercedes Kaestner-Varnado | Undisputed British Women's Champion |
| Nina Samuels   | Samantha Allen            |                                     |
| Rhio           |                           |                                     |
| Safire Reed    |                           |                                     |